# 维勒迪约莱波埃勒-鲁菲尼
维勒迪约莱波埃勒-鲁菲尼（法語：Villedieu-les-Poêles-Rouffigny，法語發音：[vildjølepwɑl.ʁufyɲy]），法国西北部城市，诺曼底大区芒什省的一个市镇，隶属于圣洛区，其市镇面积为14.77平方公里，2022年1月1日时人口数量为3,845人，在法国城市中排名第2,842位。
维勒迪约莱波埃勒-鲁菲尼位于芒什省南部，成立于2016年，由维勒迪约莱波埃勒和鲁菲尼两个市镇合并而成，是一个区域性的中心城市和公路交通枢纽。

## 地名来源
“维勒迪约莱波埃勒”当中的一名出现于公元14世纪，最初的形式为，意为“神城”，1962年起增加后缀。
“鲁菲尼”一名则最初于1159年以的形式出现，其具体含义不详。

## 历史

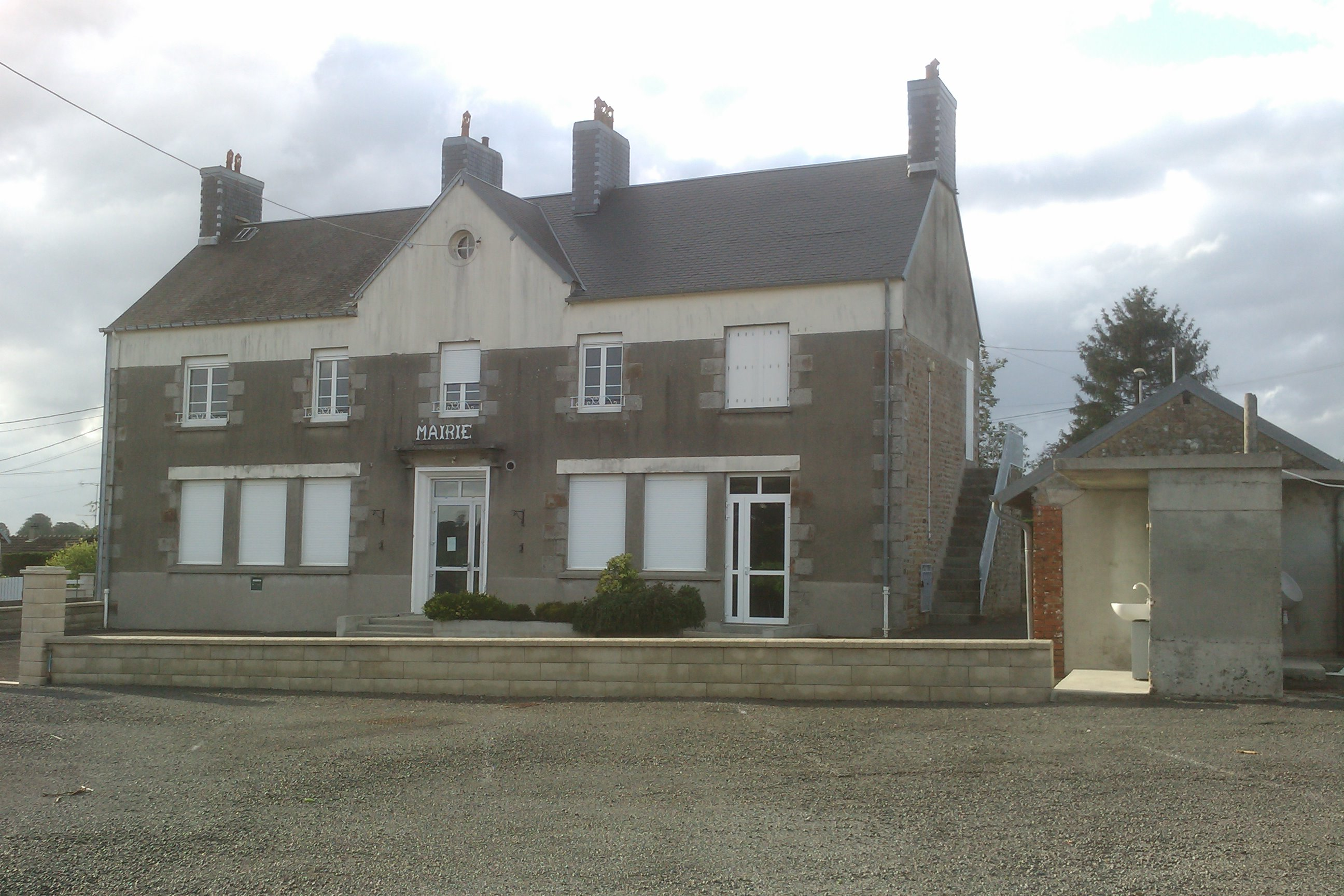
原鲁菲尼市政厅

维勒迪约莱波埃勒-鲁菲尼成立于2016年1月1日，由维勒迪约莱波埃勒和鲁菲尼两个市镇合并而成。
维勒迪约莱波埃勒由亨利一世主持修建并命名，此后长期为医院骑士团的一处直属领地，法国大革命后成为一个市镇，工业革命时期连接巴黎和格朗维尔之间的铁路线由此通过，当地出现了一处铸造厂，巴黎圣母院的铁钟即在在此生产。1964年，相邻的索舍夫勒伊迪特龙谢整体合并入维勒迪约莱波埃勒。
鲁菲尼历史上长期为一处普通村落，法国大革命后成为芒什省的一个市镇。

## 地理

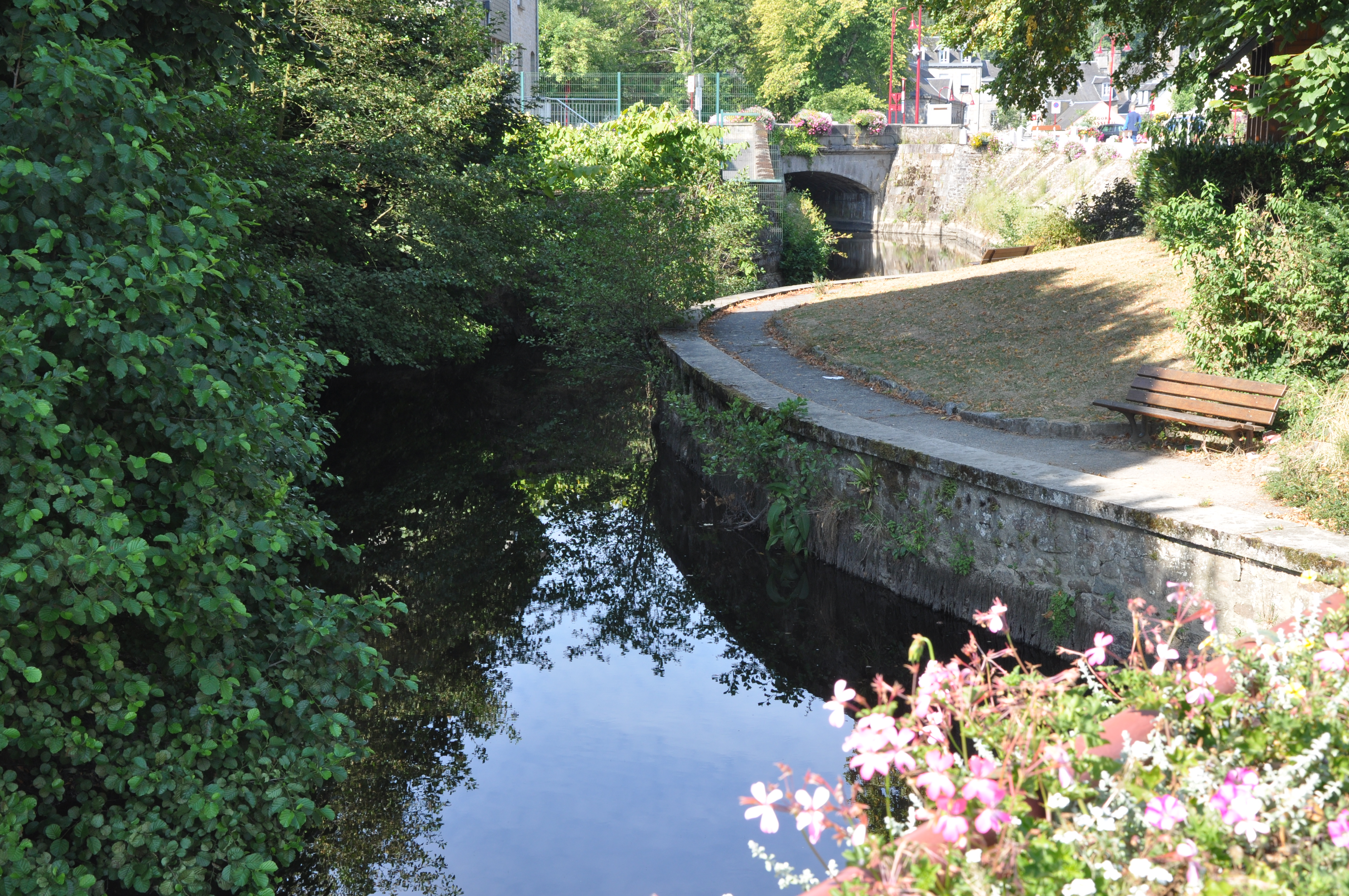
锡耶讷河

维勒迪约莱波埃勒-鲁菲尼位于法国西北部，诺曼底大区西南部和芒什省南部，距离省会圣洛大约36公里。与维勒迪约莱波埃勒-鲁菲尼接壤的市镇包括：拉布卢蒂耶尔、谢朗塞勒埃龙、拉科隆布、弗勒里、拉朗德代鲁、圣塞西尔、布尔格诺勒、拉特里尼泰。

### 地形
维勒迪约莱波埃勒-鲁菲尼位于诺曼底丘陵西侧，境内以丘陵为主，市区地势相对平坦，全境海拔在98到217米之间。

### 水文
锡耶讷河自南向北流经境内，该河独立入海。

### 植被
维勒迪约莱波埃勒-鲁菲尼属于温带落叶林区，锡耶讷河西侧有少量林地。

### 气候
维勒迪约莱波埃勒-鲁菲尼在柯本气候分类法中属于温带海洋性气候。

## 行政区划
维勒迪约莱波埃勒-鲁菲尼是法国诺曼底大区芒什省的一个市镇，编号为50639。维勒迪约莱波埃勒-鲁菲尼隶属于圣洛区，管理维勒迪约莱波埃勒县，同时也是维勒迪约市镇公共社区的办公驻地。
法国国家统计与经济研究所（简称）在进行数据统计时，将维勒迪约莱波埃勒-鲁菲尼及相邻的另外2个市镇设为维勒迪约莱波埃勒-鲁菲尼城市核心区（Unité urbaine de Villedieu-les-Poêles-Rouffigny），并将包括核心区在内的周边共5个市镇划为维勒迪约莱波埃勒-鲁菲尼城市区（Aire urbaine de Villedieu-les-Poêles-Rouffigny）。同时，还将维勒迪约莱波埃勒-鲁菲尼市镇分为了2个“块区”（IRIS），以便于统计人口分布情况。

## 交通

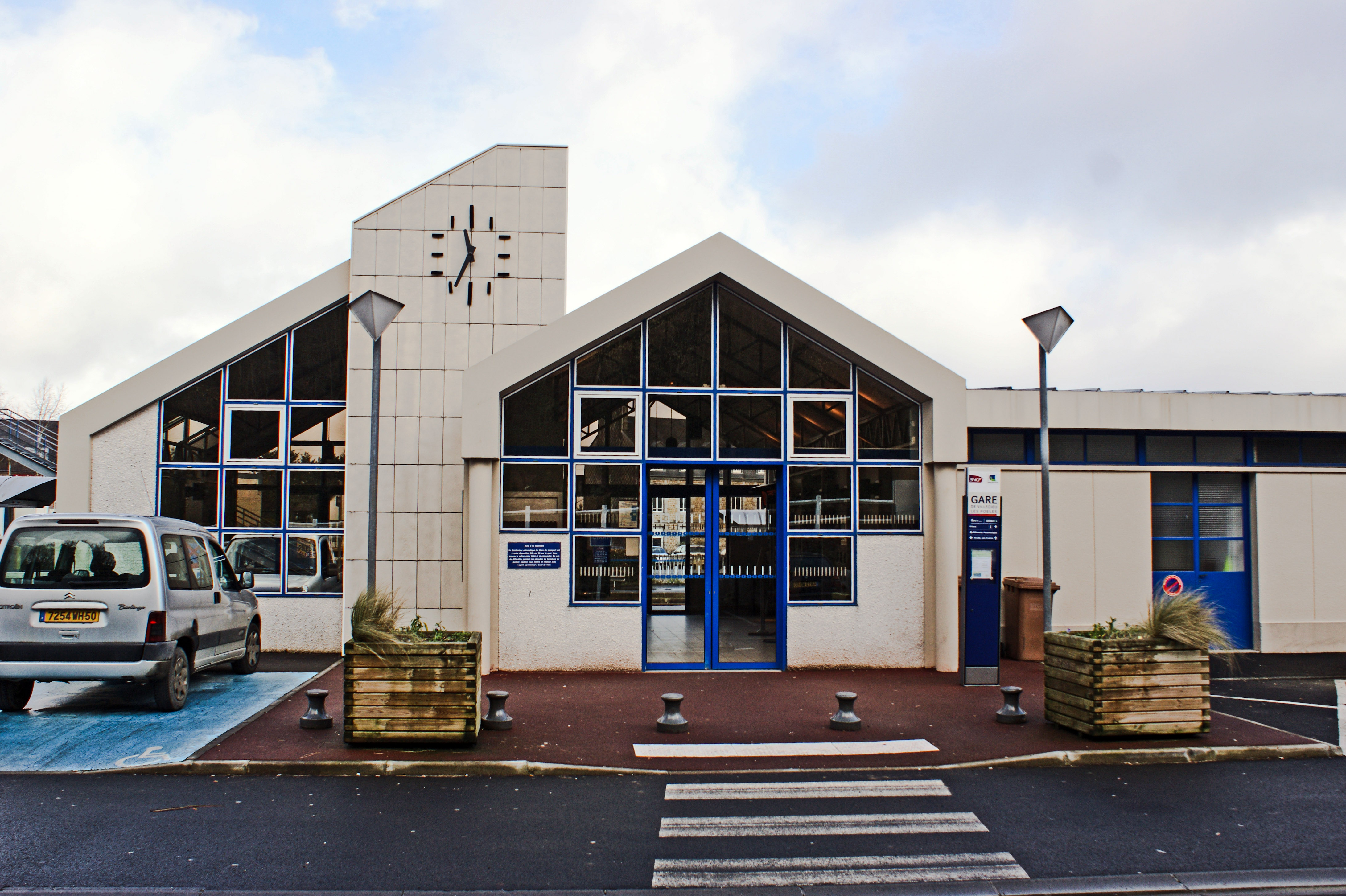
维勒迪约莱波埃勒站

### 公路
法国A84高速公路经过市区西部，通过37和38两个出入口与市区连接。此外多条芒什省省道在维勒迪约莱波埃勒-鲁菲尼境内交汇，诺曼底大区下属的城际客运提供巴士线路，可前往圣洛和阿夫朗什。
2017年，65.3%的维勒迪约莱波埃勒-鲁菲尼家庭拥有至少一辆的私人汽车。2018年，维勒迪约莱波埃勒-鲁菲尼境内共发生各类交通事故4起，造成4人受伤。

### 铁路
维勒迪约莱波埃勒-鲁菲尼位于阿让唐－格朗维尔铁路上。维勒迪约莱波埃勒站位于市区北部，维勒迪约莱波埃勒城区以南，该站停靠往返于巴黎和格朗维尔一线的区域列车。

### 航空
维勒迪约莱波埃勒-鲁菲尼距离卡昂机场里程约75公里。

### 城市公共交通
维勒迪约莱波埃勒-鲁菲尼暂无城市公共交通系统。

## 政治

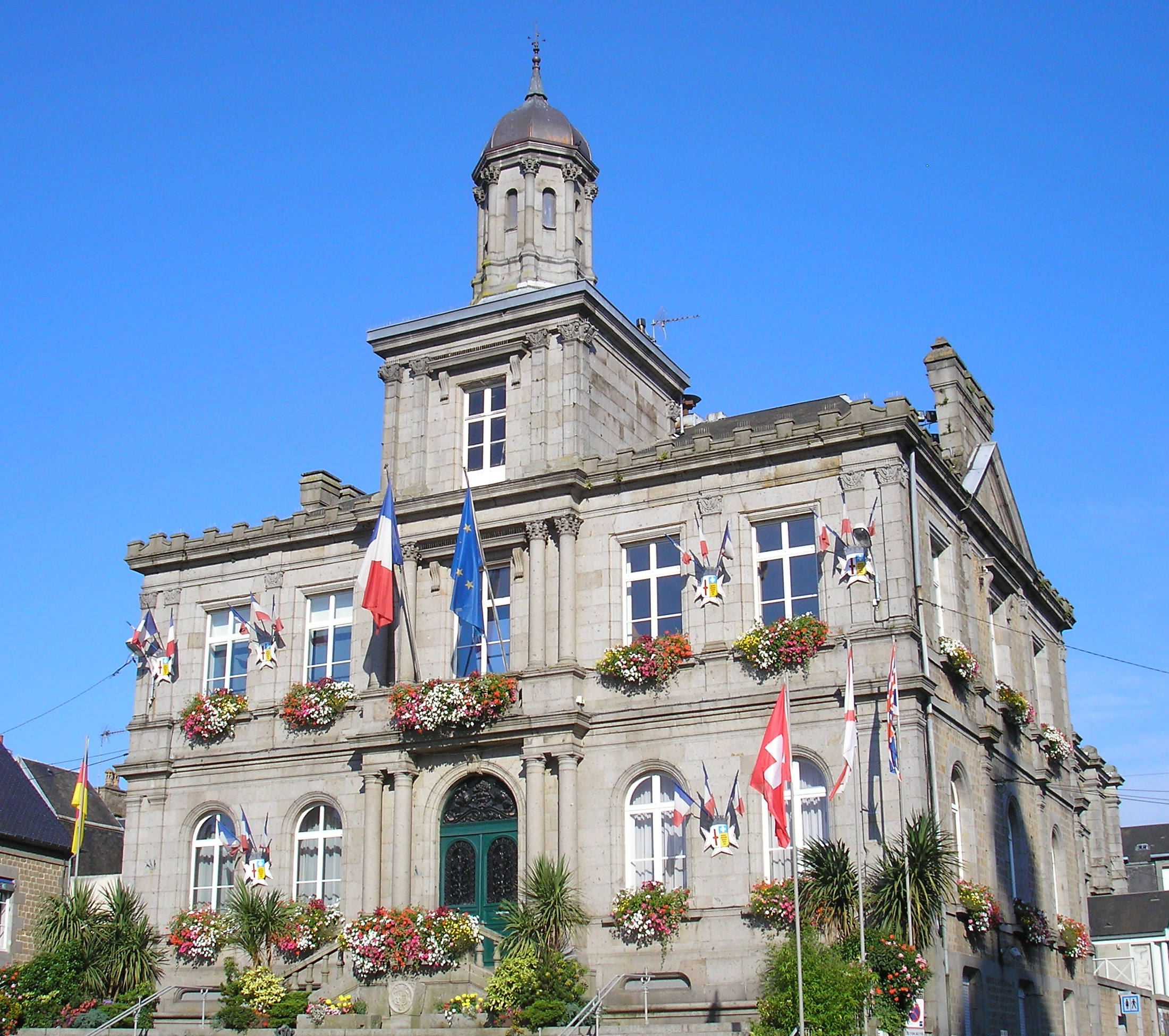
维勒迪约莱波埃勒-鲁菲尼市政厅

维勒迪约莱波埃勒-鲁菲尼的现任市长为菲利普·勒迈特尔先生（Philippe Lemaître），他是一名中间派，在2020年的市政选举中获得了53.74%的支持率。
在2017年的法国总统大选中，法国第25任总统埃马纽埃尔·马克龙在维勒迪约莱波埃勒-鲁菲尼获得了68.99%的支持率。

## 人口
2017年，维勒迪约莱波埃勒-鲁菲尼市镇人口数量为3,878，在法国排名第2,842位。其中男性1,849人，女性2,029人，75岁及以上人口占14.8%，外籍人口数量为750人，人口密度为482人/平方公里，当地居民被称为（男性）或（女性）。2018年，维勒迪约莱波埃勒-鲁菲尼境内出生30人，死亡人口62人。
| 维勒迪约莱波埃勒-鲁菲尼1936－2017年人口变化情况 | 维勒迪约莱波埃勒-鲁菲尼1936－2017年人口变化情况 | 维勒迪约莱波埃勒-鲁菲尼1936－2017年人口变化情况 | 维勒迪约莱波埃勒-鲁菲尼1936－2017年人口变化情况 | 维勒迪约莱波埃勒-鲁菲尼1936－2017年人口变化情况 | 维勒迪约莱波埃勒-鲁菲尼1936－2017年人口变化情况 | 维勒迪约莱波埃勒-鲁菲尼1936－2017年人口变化情况 | 维勒迪约莱波埃勒-鲁菲尼1936－2017年人口变化情况 | 维勒迪约莱波埃勒-鲁菲尼1936－2017年人口变化情况 | 维勒迪约莱波埃勒-鲁菲尼1936－2017年人口变化情况 | 维勒迪约莱波埃勒-鲁菲尼1936－2017年人口变化情况 | 维勒迪约莱波埃勒-鲁菲尼1936－2017年人口变化情况 | 维勒迪约莱波埃勒-鲁菲尼1936－2017年人口变化情况 | 维勒迪约莱波埃勒-鲁菲尼1936－2017年人口变化情况 |
| 来源：Cassini、INSEE                            | 来源：Cassini、INSEE                            | 来源：Cassini、INSEE                            | 来源：Cassini、INSEE                            | 来源：Cassini、INSEE                            | 来源：Cassini、INSEE                            | 来源：Cassini、INSEE                            | 来源：Cassini、INSEE                            | 来源：Cassini、INSEE                            | 来源：Cassini、INSEE                            | 来源：Cassini、INSEE                            | 来源：Cassini、INSEE                            | 来源：Cassini、INSEE                            | 来源：Cassini、INSEE                            |
| 原市镇                                          | 1936                                            | 1946                                            | 1954                                            | 1962                                            | 1968                                            | 1975                                            | 1982                                            | 1990                                            | 1999                                            | 2006                                            | 2011                                            | 2016                                            | 2017                                            |
| ----------------------------------------------- | ----------------------------------------------- | ----------------------------------------------- | ----------------------------------------------- | ----------------------------------------------- | ----------------------------------------------- | ----------------------------------------------- | ----------------------------------------------- | ----------------------------------------------- | ----------------------------------------------- | ----------------------------------------------- | ----------------------------------------------- | ----------------------------------------------- | ----------------------------------------------- |
| 维勒迪约莱波埃勒                                | 3,272                                           | 3,541                                           | 3,409                                           | 2,975                                           | 4,060                                           | 4,350                                           | 4,690                                           | 4,356                                           | 4,102                                           | 3,950                                           | 3,882                                           | 3,893                                           | 3,878                                           |
| 鲁菲尼                                          | 301                                             | 326                                             | 319                                             | 290                                             | 291                                             | 265                                             | 252                                             | 270                                             | 281                                             | 298                                             | 313                                             | 3,893                                           | 3,878                                           |

## 经济
维勒迪约莱波埃勒-鲁菲尼是一个区域性的中心城市，海洋、清洁能源、农业加工等是其所在的芒什省的主要就业类型。

## 财政收入
2018年，维勒迪约莱波埃勒-鲁菲尼的财政收入总额为4,093,770欧元，财政支出总额为3,506,420欧元，当年的债务总额为3,059,850欧元。
2015年，维勒迪约莱波埃勒-鲁菲尼的人均收入总额为2,355欧元，其中高职人员为3,421欧元，普通职员为1,725欧元。
2017年，维勒迪约莱波埃勒-鲁菲尼境内的青壮年（15至64岁）失业率为13.6%，当地32.1%的家庭拥有纳税资格。

## 社会事务

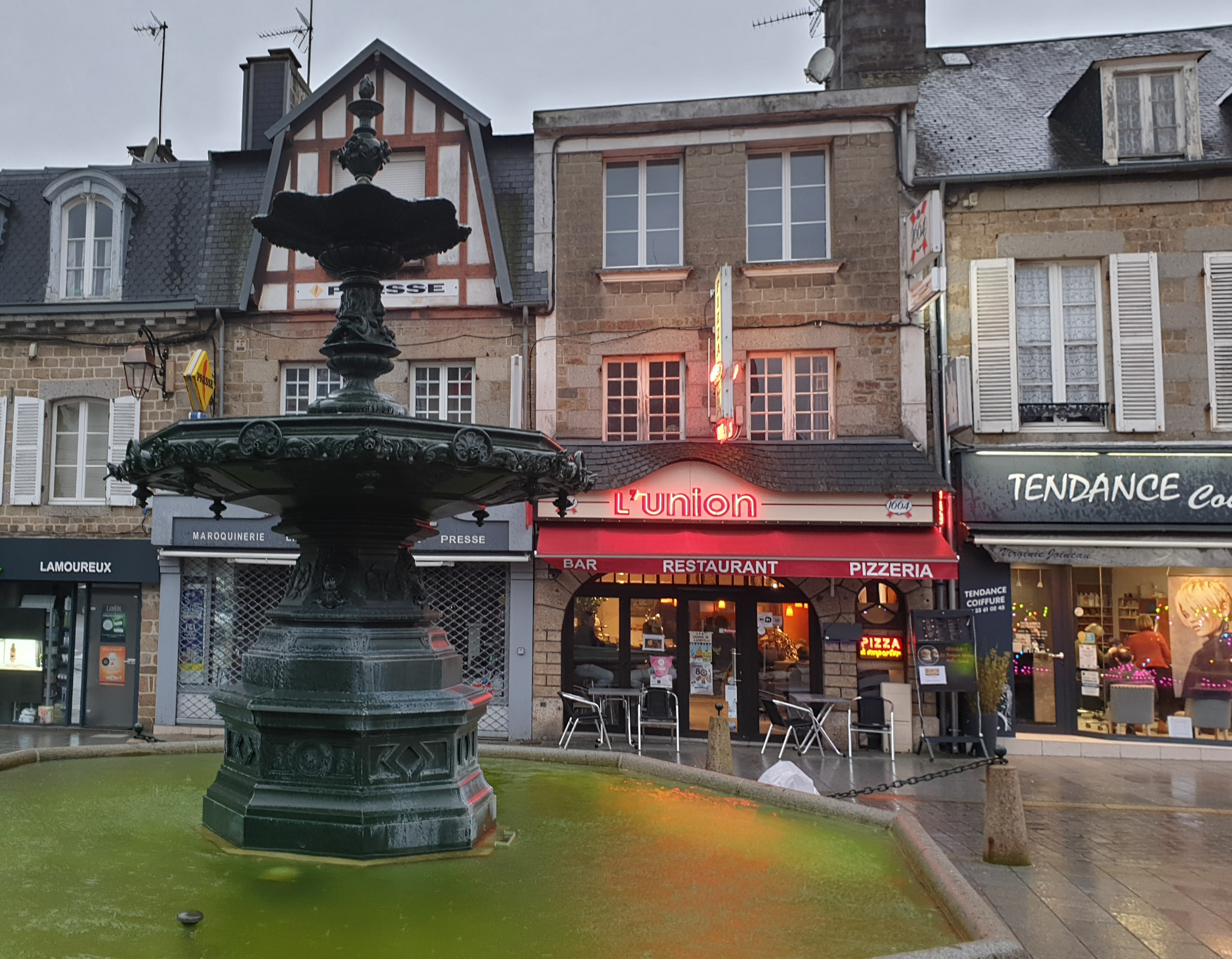
维勒迪约莱波埃勒-鲁菲尼街头的喷泉

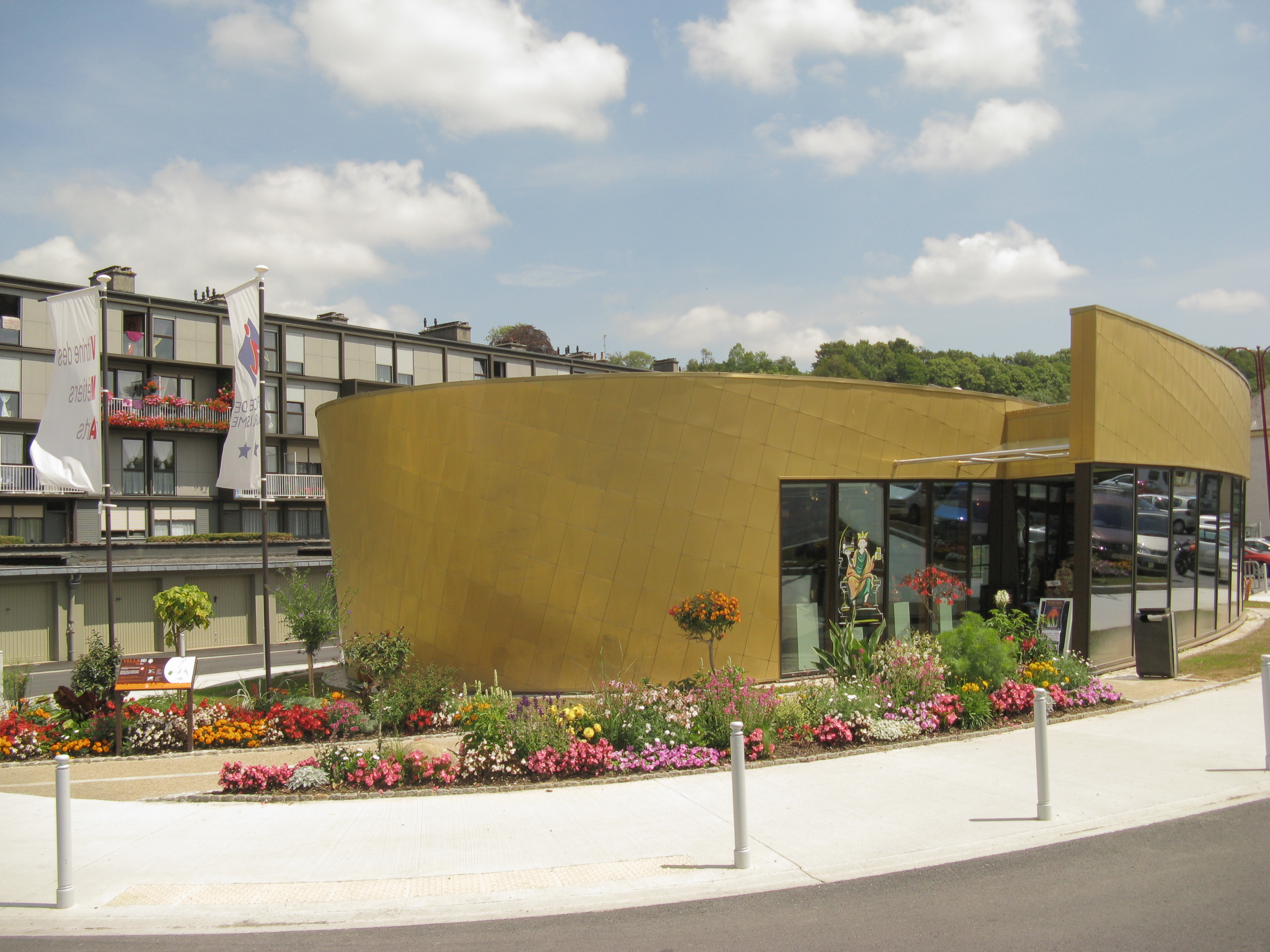
维勒迪约莱波埃勒-鲁菲尼现代文化活动中心

### 教育
维勒迪约莱波埃勒-鲁菲尼属于属于卡昂学区。截止2019年1月1日，维勒迪约莱波埃勒-鲁菲尼境内共有1所幼儿园、2所小学和2所初级中学。2018至2019学年度，维勒迪约莱波埃勒-鲁菲尼境内共有在校中等教育阶段学生618名。

### 医疗
截止2019年1月1日，维勒迪约莱波埃勒-鲁菲尼境内共有全科医生9名、保健师4名、牙医3名、护士9名、眼科医生1名、皮肤科医生1名和助产士1名。境内共有药房3家、养老院1家、残疾人帮扶中心1家。
维勒迪约中心医院（Centre Hospitalier de Villedieu），是法国的一个区域性医疗机构，其主病区位于维勒迪约莱波埃勒-鲁菲尼市区，设有床位168个，是当地规模最大的公立综合性医院。

### 住房
2017年，维勒迪约莱波埃勒-鲁菲尼境内共有各类住房2,485套，其中71.3%为独立式居民区；28%为集中式居民区，零星分布于市区东部。常住房屋占维勒迪约莱波埃勒-鲁菲尼市镇范围内居民建筑总量的80%。

### 商业
2018年，维勒迪约莱波埃勒-鲁菲尼境内共有各类商铺294家，其中餐饮服务类139家。市区北部建有大型开放式商业街区。

### 体育
2019年，维勒迪约莱波埃勒-鲁菲尼境内共有1家游泳池、1间体育馆、2处网球场、2处足球或橄榄球场以及1处篮球或排球场。
维勒迪约体育俱乐部（Club Sportif Villedieu）是当地的一支足球队，2020至2021赛季参加诺曼底大区足球联赛。

### 环境
维勒迪约莱波埃勒-鲁菲尼的环境事务由其所属的公共社区负责。2018年，维勒迪约莱波埃勒-鲁菲尼境内暂无污染企业。

### 治安
2014年，维勒迪约莱波埃勒-鲁菲尼及附近地区共发生各类案件2,605起，其中盗窃类案件1,589起，经济类案件379起，毒品交易类案件75起。

## 文化
2019年，维勒迪约莱波埃勒-鲁菲尼境内共有1家电影院和1家博物馆。维勒迪约莱波埃勒-鲁菲尼市政府提供多媒体中心，向公众全年开放。

### 建筑
维勒迪约莱波埃勒-鲁菲尼境内有多处法国国家文物保护单位，其中维勒迪约莱波埃勒圣母教堂、科尔尼耶-阿瓦尔铸造厂等为当地的代表性建筑物。

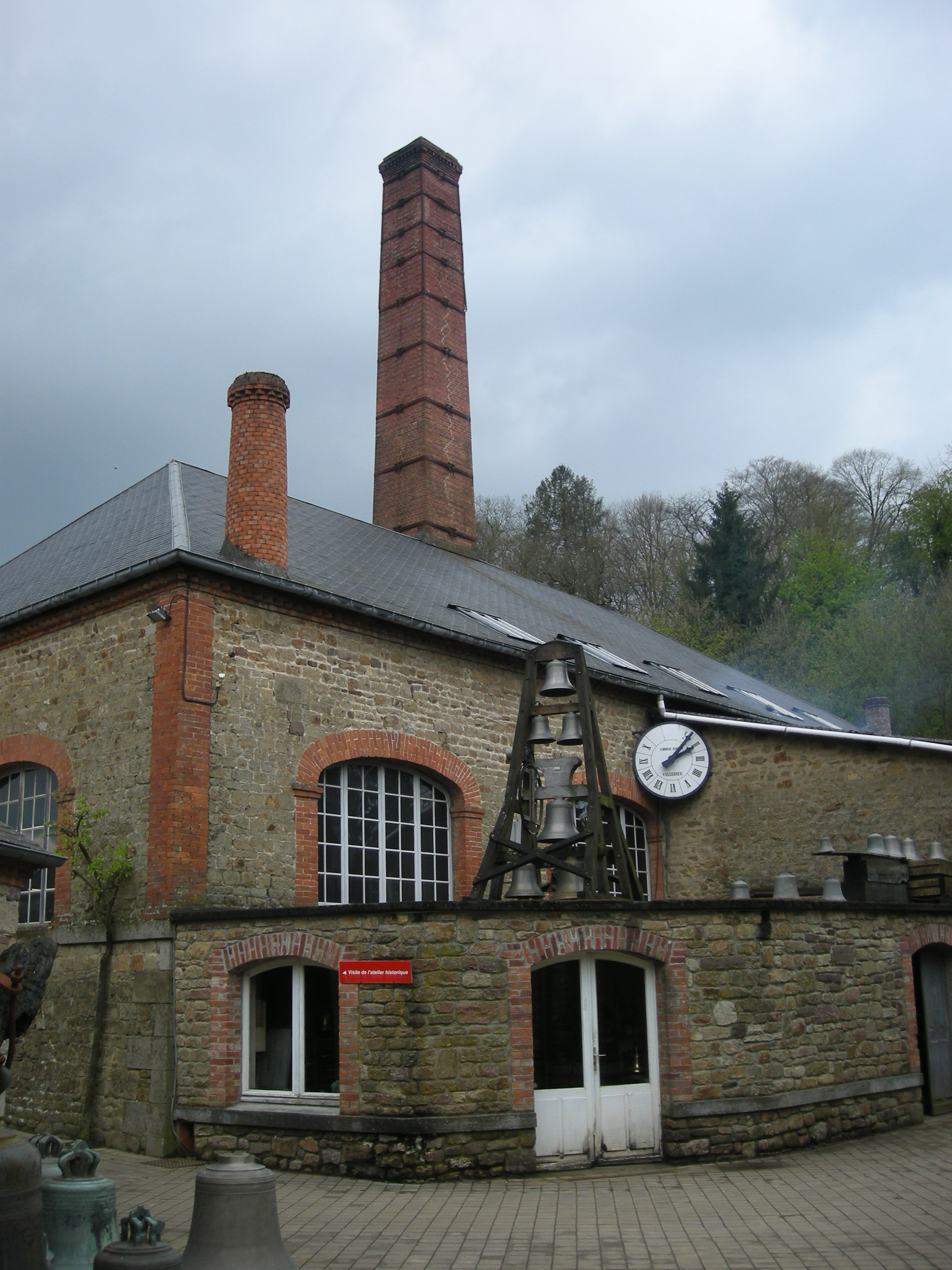
铸造厂（法语：Fonderie Cornille-Havard）
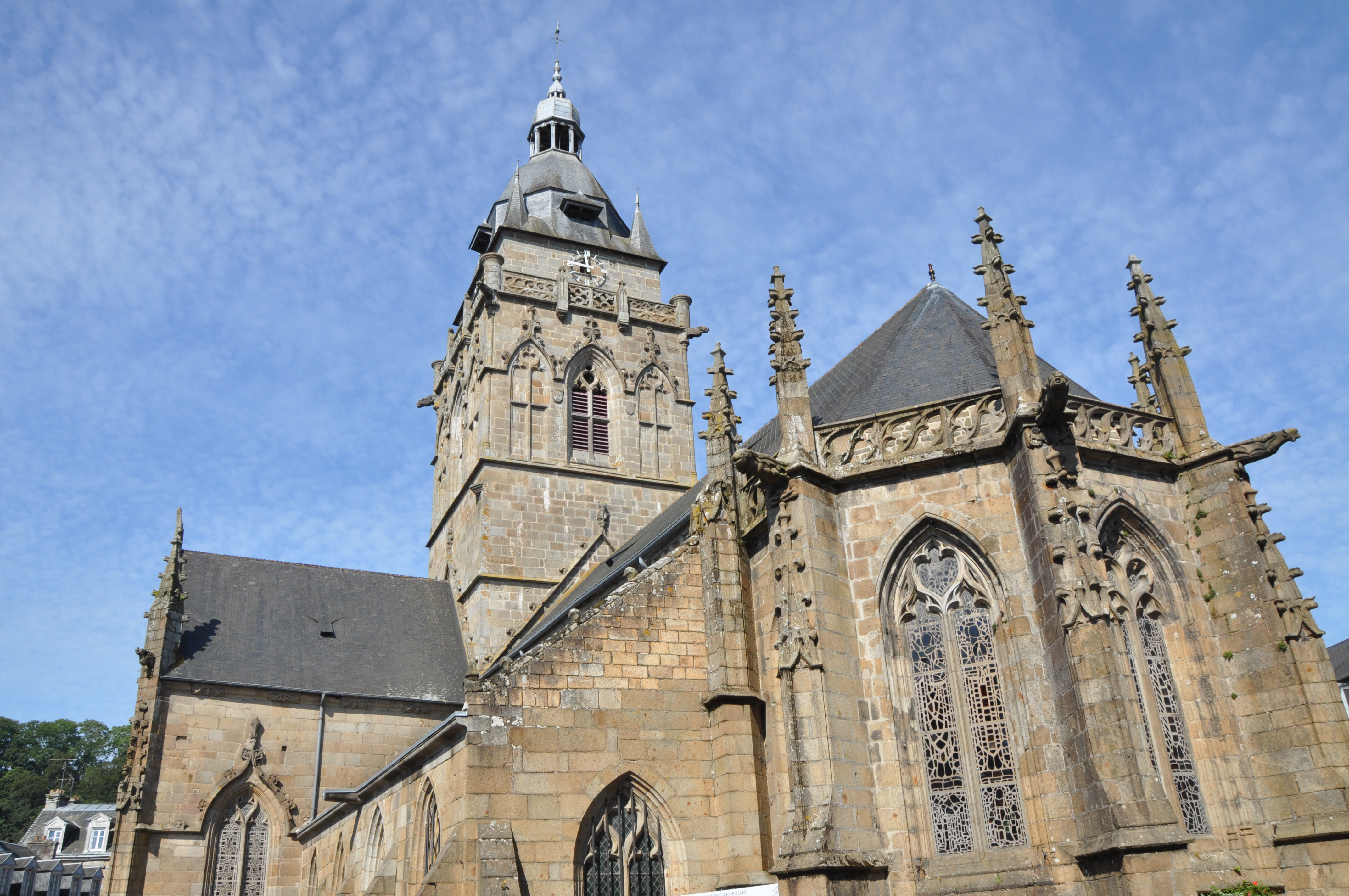
圣母教堂（法语：Église Notre-Dame de Villedieu-les-Poêles）
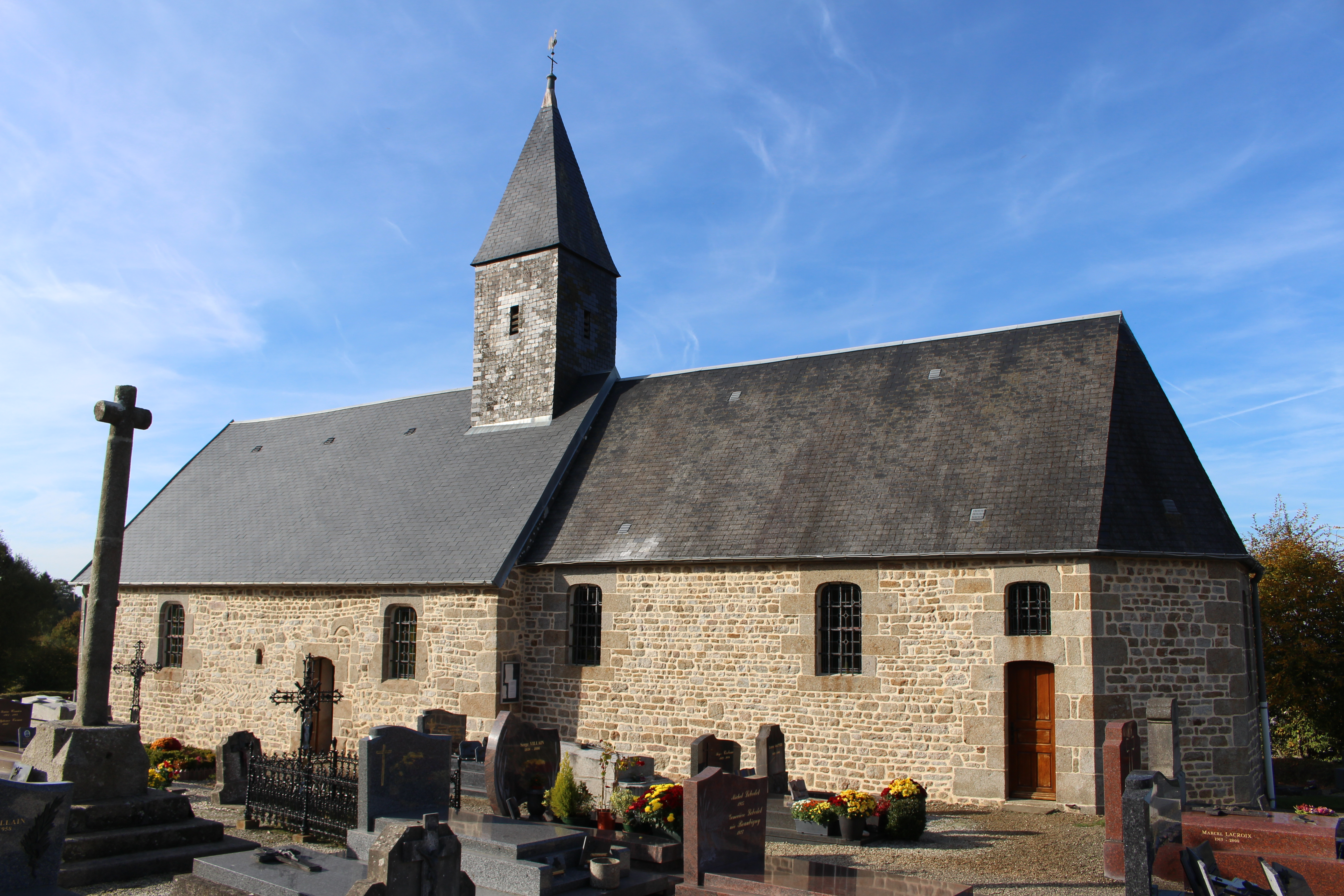
圣皮埃尔迪特龙谢教堂
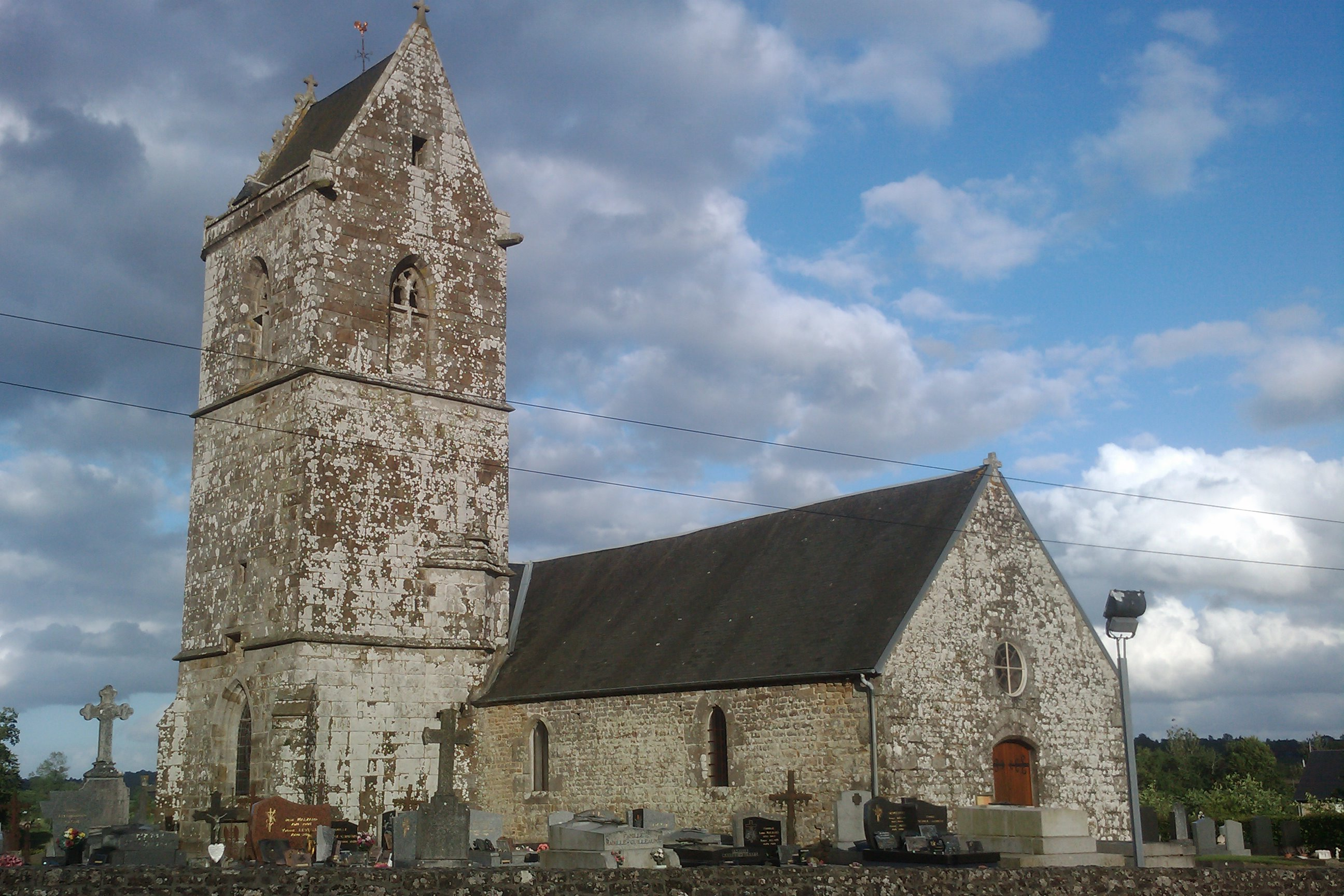
鲁菲尼圣母升天教堂

### 旅游
维勒迪约莱波埃勒-鲁菲尼的旅游事务由其所属的公共社区负责。2020年，维勒迪约莱波埃勒-鲁菲尼境内共有2家宾馆共计68间房间，另有1个露营地，可容纳共78辆露营车。

### 媒体
法国主要的媒体均可在维勒迪约莱波埃勒-鲁菲尼接收，法国电视三台下属的诺曼底大区频道在部分时段播出维勒迪约莱波埃勒-鲁菲尼所属区域的地方新闻。

## 友好城市
截至2020年11月，维勒迪约莱波埃勒-鲁菲尼共与两座城市互为友好城市关系：
- 德国 霍恩-巴特迈恩贝格
- 澤西 圣索沃尔（法语：Saint-Sauveur (Jersey)）